# Gaultheria nubigena
Gaultheria nubigena är en ljungväxtart som först beskrevs av R. Phil., och fick sitt nu gällande namn av Brian Laurence Burtt och Herman Otto Sleumer. Gaultheria nubigena ingår i släktet Gaultheria och familjen ljungväxter. Inga underarter finns listade i Catalogue of Life.